# Upwork
Upwork Global Inc. 的前身是Elance-oDesk，是美国的一个自由职业平台，企业和个人可以通过这个平台进行联系，以便开展业务。2015年，Elance-oDesk更名为Upwork，公司总部位於加利福尼亞州的圣克拉拉和旧金山。2022 年 3 月，Upwork 入选《时代》杂志 2022 年 TIME100 最具影响力公司榜单。
截至2021年，Upwork拥有超过1800万注册自由职业者和500万注册客户。每年发布价值超过10亿美元的300万份工作，使Upwork成为世界上最大的自由职业者市场。  

## 历史
Elance 于 1998 年由 Beerud Sheth 和 Srini Anumolu 创立。1999 年 12 月，该公司的 22 名员工搬迁到加利福尼亚州硅谷的桑尼维尔。 Elance 的第一个产品是 Elance 小型企业市场。

## 外部連結
- 官方网站